# Олег (пароход)
Олег — почтово-пассажирский пароход РОПиТ, во время Первой мировой войны «Олег» был мобилизован и в 1914 участвовал в неудачном рождественском нападении на порт Зонгулдак.

## Строительство
Построен в 1859 году на верфи R.Napier & Sons в Глазго (Шотландия) по заказу РОПиТ (стапельный номер 95). Получил название «Олег». Был приписан к порту Одесса под №107.

## ТТХ
- Водоизмещение: 1600 т (в 1914 году 1125 р. т.[1])
- Вместимость: 1149,17 брт
- Грузоподъемность: 655,2 т
- Размерения:
  - Длина: 73,7 м
  - Ширина: 9,8 м
  - Осадка: 5,1 м (в 1914 году 6,4 м[1])
- Двигатель: вертикальная паровая машина двойного расширения
- Мощность: 1625 л. с.
- Скорость хода: 12,5 уз (в 1914 году 10 уз[1])
- Число пассажиров:	 
  - 1-го класса: 32 чел.
  - 2-го класса: 24 чел.
  - 3-го класса: 940 чел.

## Гибель парохода

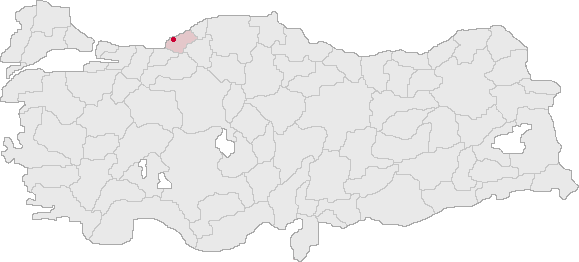
Зонгулдак на карте Турции

Одной из стратегических целей Черноморского флота с началом Первой мировой войны стал турецкий порт Зонгулдак, откуда производилось снабжение Константинополя углем. Турецкие батареи препятствовали систематическому обстрелу порта, кроме того, высокий мол защищал стоявшие в гавани корабли от обстрела с моря. Поэтому русское командование в декабре 1914 года приняло решение закупорить турецкую гавань, затопив на входе в неё несколько судов. Для этой цели были выбраны четыре наиболее изношенных парохода: «Олег» (командир капитан дальнего плавания Скуфати), «Исток» (командир лейтенант Ноинский), «Атос» (командир лейтенант Четверухин) и «Эрна» (командир лейтенант Благовещенский). Командовать отрядом блокшивов (в других источниках брандеров) было поручено капитану 2-го ранга Евдокимову, который находился на «Олеге». В охранении отряда шли крейсер «Алмаз» и миноносцы 6-го дивизиона: «Стремительный», «Строгий», «Свирепый» и «Сметливый». 23 декабря около 9:00 корабли присоединились к основным силам Черноморского флота, которые занимались минными постановками в 70 милях от входа в Босфор. В 14:30 по приказу командующего флотом адмирала Эбергарда отряд специального назначения вновь отделился от главных сил и направился к Зонгулдаку. К кораблям охранения присоединились броненосец «Ростислав» и эсминцы 4-го и 5-го дивизиона. Флаг-офицер оперативной части штаба флота Туманов, хорошо знавший Зонгулдак, перешёл на один из эсминцев 6-го дивизиона.
План операции до выхода отряда из порта разработан не был, поэтому его окончательно составил уже на пути к Зонгулдаку командир крейсера «Алмаз» капитан 2-го ранга Зарин, после чего передал на утверждение командиру «Ростислава». Согласно плану на рассвете миноносцы 6-го дивизиона должны были осмотреть гавань Зонгулдака, по возможности уничтожить вражеские корабли и протралить фарватер. Затем крейсер «Алмаз» и броненосец «Ростислав» артиллерийским огнем должны были подавить береговые батареи. Наконец, по протраленному миноносцами 4-го и 5-го дивизионов фарватеру пароходы должны были войти в гавань и затопиться. Миноносцы должны были снять с тонущих кораблей команды.
По пути к Зонгулдаку у «Эрны» начались проблемы с машиной, и её взял на буксир «Ростислав». Скорость отряда упала до 5,5 узлов. В 1:00 24 декабря от отряда отделился 6-й дивизион миноносцев и направился к Зонгулдаку. В темноте броненосец и крейсер потеряли остальные корабли отряда, которые также рассеялись. Вскоре поднялось волнение, и у «Эрны» вырвало буксирные кнехты, однако пароход сумел запустить машину и двигаться самостоятельно.
Германский адмирал Сушон предположил, что под Рождество русский флот может предпринять активные действия, и выслал в море крейсер «Бреслау». В 3 часа утра крейсер наткнулся на отбившийся от отряда «Олег» и обстрелял его с дистанции 2700 м. В результате 4 человека из команды были убиты, 7 человек (в том числе командир) ранены, на борту парохода возник пожар, вода стала поступать в кочегарку, и среди вольнонаемной команды началась паника. В результате повреждений судно набирало воду и могло двигаться только задним ходом. Однако «Бреслау» заметил силуэты кораблей, которые принял за «Ростислав» в сопровождении миноносцев, и покинул место боя. В 6 часов 50 минут утра германский крейсер наткнулся на пароход «Атос» и обстрелял его, причинив серьёзные повреждения. Команда, не пожелав спустить флаг, взорвала судно и пересела в шлюпки, после чего была взята в плен.
Около 8:00 к вновь собравшемуся отряду присоединился 6-й дивизион миноносцев, который из-за темноты и непогоды не смог найти Зонгулдак. В 9:30 6-й дивизион миноносцев вновь отправился на разведку гавани, а за ним, следуя за тральными судами, двинулись основные силы отряда. Разведка обнаружила четыре новые турецкие береговые батареи. В 10:40 к Зонгулдаку приблизились основные силы Черноморского флота, однако один из миноносцев, отправленный на поиски пропавшего «Атоса», обнаружил «Бреслау». В 11:00 адмирал Эбергард, опасаясь, что поблизости может находиться и «Гебен», приказал возвращаться в Севастополь, затопив на глубине пароходы, которые стали обузой. В 13:00 приказ был выполнен.

## Командный состав на момент гибели[8]
- Евдокимов, Сергей Владимирович — капитан 2-го ранга, начальник отряда брандеров  (контужен, отравлен газами)
- Скуфати, Алексей Фёдорович — капитан дальнего плавания, командир (тяжело ранен)
- Гаврилов, Иван Михайлович — старший помощник
- Трутенко. Алексей Львович — второй помощник
- Гусев, Константин Яковлевич — старший механик
- Войнович, Георгий Владимирович — второй механик

## Роль в культуре
Возможный автор текста песни «Раскинулось море широко» Георгий Зубарев служил матросом на пароходе «Олег». По словам его родных сестёр, в своём стихотворении Зубарев описал реальный случай, произошедший на судне.